# غواصة يو-166
كانت الغواصة يو-166 واحدة من 329 غواصة خدمت في البحرية الإمبراطورية الألمانية خلال الحرب العالمية الأولى.